# Indo-sasanidi

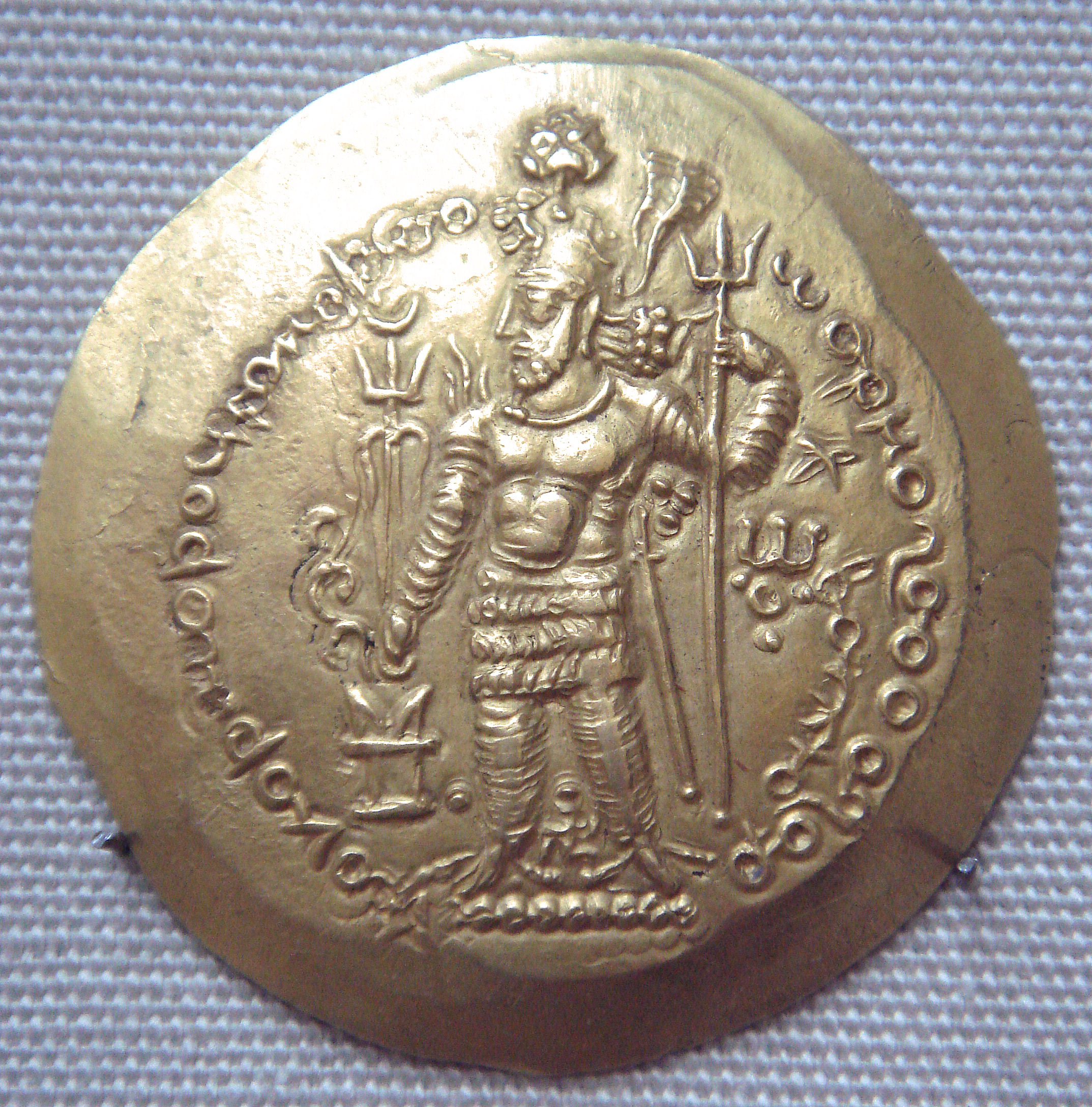
Moneta di Ormisda I, rinvenuta in Afghanistan.

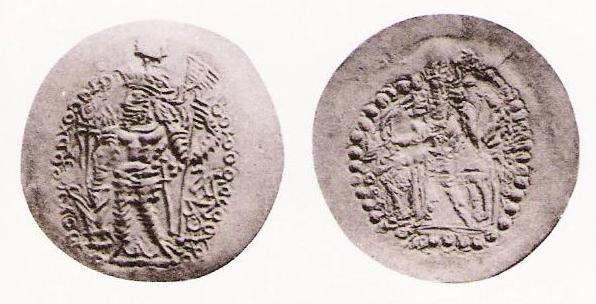
Moneta del kushansha indo-sasanide Varhran I (inizi IV secolo).

Gli Indo-sasanidi, Kushano-sasanidi o Kushansha (anche Indo-sassanidi)  è un termine storiografico utilizzato dagli studiosi moderni per indicare un ramo dei Persiani sasanidi che stabilirono il loro dominio in Battria durante il III e il IV secolo d.C. a spese dei Kushan in declino. Nel 225 d.C. i Sasanidi conquistarono ai Kushan le province di Sogdiana, Battria e Gandhara, ove istituirono dei governatori per conto dell'Impero sasanide, che coniarono la propria moneta e assunsero il titolo di Kushanshas, cioè "Re dei Kushan". Essi sono talvolta considerati come un "sottoregno" all'interno dell'Impero sasanide. Questa amministrazione continuò fino al 360-370 d.C., quando gli Indo-Sasanidi persero gran parte dei loro domini a causa dell'invasione degli Unni Kidariti, mentre il resto fu incorporato nell'Impero sasanide vero e proprio. In seguito, i Kidariti furono a loro volta soppiantati dagli Eftaliti. I Sasanidi riuscirono a ristabilire una certa autorità dopo aver distrutto gli Eftaliti con l'aiuto dei Turchi nel 565, ma il loro dominio crollò a causa degli attacchi arabi a metà del VII secolo.
I Kushansha sono conosciuti soprattutto attraverso le loro monete. Le loro monete sono state coniate a Kabul, Balkh, Herat e Merv, a testimonianza dell'estensione del loro regno.
Una ribellione di Hormizd I Kushanshah (277-286 d.C.), che emise monete con il titolo di Kushanshahanshah ("Re dei re dei Kushani"), sembra essersi verificata contro l'imperatore contemporaneo Bahram II (276-293 d.C.) dell'Impero sasanide, ma fallì.

## Storia

### Primo periodo Indo-sasanide

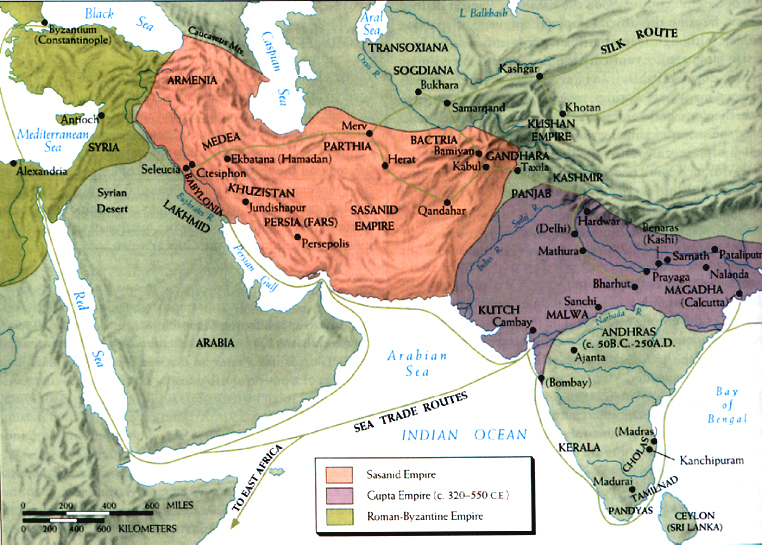
Percorsi commerciali Indo-sasanidi

I Sasanidi, poco dopo la loro vittoria sui Parti, si espansero in Battria sotto il regno di Ardashir I nel 230 circa, e, sotto il regno di Sapore I (241-272) conquistarono anche il Pakistan e la parte occidentale dell'India. I Kushan persero a causa delle invasioni sasanidi i territori occidentali del loro regno (incluse Battria e Gandhara) e si sottomisero al dominio dei nobili sasanidi chiamati Kushanshah o "Re dei Kushan".
Kartir, un guru che fu consigliere di almeno tre dei primi re, istigò la persecuzione dei non-zoroastriani, cioè cristiani, buddhisti, ebrei, indù e, in particolare, manichei, che risiedevano principalmente nei territori orientali. La persecuzione cessò sotto il regno di Narsete (293–302).
Intorno al 325, lo scià di Persia Sapore II governò direttamente la parte meridionale del territorio, mentre al nord i Kushanshah mantennero il loro dominio fino all'ascesa dei Kidariti.
Il declino dei Kushano-sasanidi e la loro sconfitta a opera dei Sasanidi portò all'ascesa di una dinastia indigena indiana, i Gupta, nel IV secolo. Nel 410 gli Eftaliti conquistarono la Battria e Gandhara, ponendo temporaneamente fine al dominio Indo-sasanide.

### Secondo periodo indo-sasanide

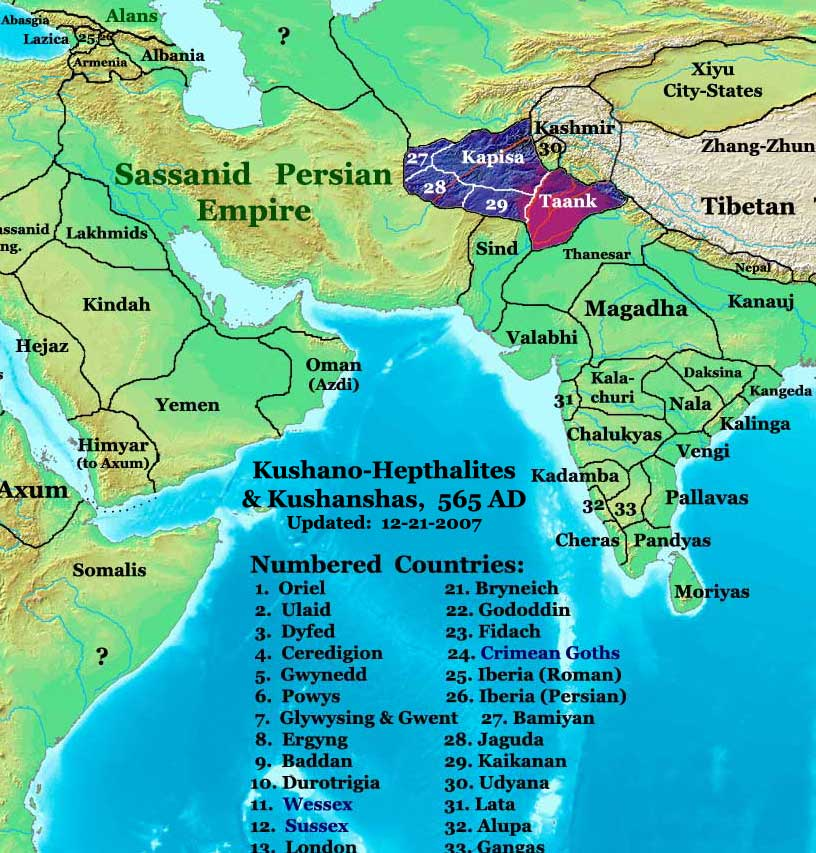
Territori appartenenti ai Kushansha (Indo-sasanidi) e ai Kushito-eftaliti nel 565

Gli Eftaliti rimasero in possesso della zona fino a quando vennero sconfitti nel 565 da un'alleanza tra Göktürk e Sasanidi, e i Sasanidi riconquistarono i territori perduti. I Kushano-eftaliti riuscirono a fondare uno stato rivale in Kapisa, Bamiyan e a Kabul. Il secondo periodo indo-sasanide terminò con il crollo dell'Impero sasanide, che fu conquistato completamente dagli Arabi intorno alla metà del VII secolo. Sind rimase indipendente fino alle invasioni arabe dell'India nei primi anni dell'VIII secolo.

## Influenze religiose
Il profeta Mani (210-276), fondatore del Manicheismo, seguì l'espansione sasanide a oriente, che lo espose alla fiorente cultura buddista di Gandhara. Si dice avesse visitato Bamiyan, dove alcuni dipinti religiosi sono attribuiti a lui, e si ritiene che lui abbia vissuto e insegnato lì per qualche tempo. Si dice inoltre di aver visitato la valle dell'Indo nel 240 o 241, e di aver convertito un re buddista, lo scià Turan d'India.
Il viaggio in India e il contatto con la civiltà buddista influenzò il Manicheismo: «Le influenze Buddiste furono significative nella formazione del pensiero religioso di Mani. La trasmigrazione delle anime divenne uno dei dogmi del Manicheismo, e la struttura quadripartita della comunità manichea, suddivisa in monaci maschi e femmine (gli 'eletti') e i loro seguaci (gli 'uditori') che li sostenevano, sembra essere ispirata al sangha buddista» (Richard Foltz, Religions of the Silk Road).

## Re indo-sasanidi principali
- Ardashir I, re sasanide e "Kushanshah" (c. 230 – 250)
- Peroz I, "Kushanshah" (c. 250 – 265)
- Ormisda I, "Kushanshah" (c. 265 – 295)
- Ormisda II, "Kushanshah" (c. 295 – 300)
- Peroz II, "Kushanshah" (c. 300 – 325)
- Sapore II re sasanide e "Sakanshah" (c. 325)
- Varhran I, Varhran II, Varhran III "Kushanshahs" (c. 325 - 350; attivi fino all'invasione degli Eftaliti)
- Peroz III "Kushanshah" (c. 350 – 360; a Gandhara)